# Grjótás
Grjótás är en ås i republiken Island. Den ligger i regionen Västlandet, 60 km norr om huvudstaden Reykjavík.